# Rohinton Mistry
Rohinton Mistry född 3 juli 1952 i Bombay, är en kanadensisk författare av indiskt ursprung.   
Mistry immigrerade till Kanada 1975. Han arbetade i bank ett tag innan han påbörjade studier i engelska och filosofi.
Hans första roman, Such a Long Journey, publicerades 1991. Romanen vann Governor General's Awards, Commonwealth Writers Prize för bästa bok, och W.H. Smith/Books in Canada First Novel Award. Den har blivit översatt till tyska, svenska, norska, danska och japanska, 1998 filmatiserades den som Such a Long Journey.
Hans andra roman, A Fine Balance (1995), valdes ut till Oprah's Book Club i november 2001 och blev en försäljningsframgång i Nordamerika. Romanen vann 1995 Giller Prize, och 1996 Los Angeles Times Book Prize for Fiction.
2002 ställde Mistry in sin bokturné i USA för lanseringen av sin roman "Family Matters" (2002) eftersom han och hans fru blev stoppade för särskild säkerhetskontroll av säkerhetspersonal vid varje flygplats som de besökte, troligtvis på grund av sitt utseende.